# 迷慾東京
《迷慾東京》（英語：Lost Girls & Love Hotels，原定片名為）是一部於2020年上映的美國劇情驚悚片，由威廉·奧爾森（William Olsson）執導，凱瑟琳·哈拉漢根據自己寫的同名小說編劇。由亞歷珊卓·達迪莉奧主演。本片於2020年9月18日以隨選視訊形式發布。

## 劇情
瑪格麗特（Margaret，亞歷珊卓·達迪莉奧飾演）是一名孤身居留日本東京的美國英語教師，白天教導空姐英語，夜晚則出於寂寞而處處與人在愛情旅館發生一夜情，漸漸在夜生活中迷失了自我，而這時她又與一名極道成員阿和（平岳大飾演）開始了一段感情⋯⋯。

## 演員
- 亞歷珊卓·達迪莉奧飾演瑪格麗特
- 平岳大飾演阿和
- 卡里斯·范·豪滕飾演Ines
- Andrew Rothney飾演Liam
- Misuzu Kanno飾演Nakamura
- Yasunari Takeshima飾演Used
- Kate Easton飾演Louise
- Haruka Imo飾演Tamiko

## 製作
2009年12月，據《好萊塢報導》報導，電影《Lost Girls & Love Hotels》將由凱特·博斯沃斯監製和主演，让-马克·瓦雷擔任導演，Nadia Conners根據凱瑟琳·哈拉漢撰寫的同名原著小說編劇。不過這項企劃並沒有付諸實行。
2017年10月，據Deadline.com報導，新的改編企劃將由亞歷珊卓·達迪莉奧主演，片名改為《I Am Not a Bird》，但最後換回原本的《Lost Girls & Love Hotels》。原著作者哈拉漢受聘親自撰寫電影劇本，威廉·奧爾森將擔任本片的導演。2017年11月公布了其餘演員名單，當中包含卡里斯·范·豪滕與平岳大等人。
本片的拍攝作業於2017年10月27日至同年12月15日進行，地點位在日本東京和京都。

## 發行
2020年7月8日，本片訂檔於2020年9月4日上映，同時釋出前導預告片。本片的發行商由Astrakan Releasing擔任，該公司是導演威廉·奧爾森和製片人Lauren Mann經營的製片公司Astrakan Films AB旗下新開設的發行公司。2020年8月13日公開正式預告片，同時宣布檔期改至該年9月18日，以隨選視訊形式發布。2020年10月5日，本片的國際發行業務由Signature Entertainment買下，預計於2021年推出。

### 評價
影評匯總網站爛蕃茄根據收集的21篇專業影評文章給予本片48%的「新鮮度」，平均得分5.57分（滿分10分），而Metacritic則根據6篇評論文章，其中4篇予以好評，1篇差評，1篇褒貶不一，給出平均分57（滿分100），代表「正負評平均參雜」。

## 外部連結
- 官方网站
- 互联网电影数据库（IMDb）上《迷慾東京》的资料（英文）
- 爛番茄上《迷慾東京》的資料（英文）
- Metacritic上《迷慾東京》的資料（英文）